# Jorge Polanco
Jorge Luis Pacheco Polanco (San Pedro de Macorís, 5 luglio 1993) è un giocatore di baseball dominicano che gioca nel ruolo di interbase per i Minnesota Twins della Major League Baseball (MLB).

## Carriera

### Minor League Baseball
Polanco firmò con i Minnesota Twins come free agent internazionale il 6 luglio 2009. Iniziò la sua carriera nel professionismo l'anno seguente nel 2010, giocando prima nella Dominican Summer League e poi nella classe Rookie negli Stati Uniti, dove militò anche nelle stagioni 2011 e 2012. Nel 2013 venne promosso nella classe A. Iniziò la stagione 2014 nella classe A-avanzata.

### Major League Baseball
Polanco debuttò nella MLB il 26 giugno 2014, all'Angel Stadium di Anaheim contro i Los Angeles Angels of Anaheim. Tra il 2014 e il 2015 totalizzò 9 partite per i Twins. Trocò maggiore spazio nel 2016 quando disputò 69 partite, battendo con una media di .282, con 4 fuoricampo e 27 punti battuti a casa (RBI). L'anno successivo fu l'interbase principale per i Twins, battendo con .256 con 13 home run e 74 RBIs in 133 gare.
Il 18 marzo 2018, Polanco fu sospeso per 80 partite per essere risultato positivo allo Stanozolol, una sostanza dopante. Dopo la sospensione tornò attivo nel suo ruolo, chiudendo con 77 gare, .288 in battuta, 6 fuoricampo e 42 RBI. 
Il 5 aprile 2019, Polanco batté un ciclo contro i Philadelphia Phillies, battendo con 5 su 5, con un RBI nella sconfitta per 10-4. A metà stagione fu convocato come titolare per il suo primo All-Star Game.

## Palmarès
- MLB All-Star: 1

2019